# Олизаровский, Александр
Аарон (Адам) Александр Олизаровский (лат. Olizarovius; ок. 1618 — ок. 1659) — белорусско-литовский политический мыслитель, юрист, педагог, доктор обоих прав (1644), профессор юридического факультета Виленского университета. Сторонник естественного права. Доктор медицины Кёнигсбергского университета.

## Биография
Из автобиографии Олизаровского известно, что он родом из «русской» (белорусской или украинской) семьи, родился в Белую Церковь (либо под Киевом, либо в нынешней Витебской области).
Учился 7 лет гуманитарным наукам и философии. Позже изучал теологию у иезуитов в Познани, получил степень магистра в университете Граца.
Некоторое время жил в Венгрии и Братиславе. Затем с 1641 года в Ингольштадте изучал медицину и право.

## Взгляды и научная деятельность
Профессор права юридического факультета Виленской академии А. Олизаровский обращал внимание своих современников на неравную защиту законодательством и ещё в большей мере судебной практикой жизни представителей разных сословий, в чём усматривал вопиющую несправедливость. Он возмущался тем, что паны присвоили себе право на жизнь и смерть крестьян, лишают их жизни за любой проступок, неся за это лишь лёгкое наказание в виде небольшого денежного штрафа.
Автор сочинения «О политической общности людей» (1651), которое было написано как в научных, так и в учебных целях. Образцом для этого сочинения служила аристотелевская «Политика». Аристотеля Олизаровский часто называет «великим философом». Существенное влияние на политические взгляды Олизаровского оказали также труды Ж. Бодена.
Сочинение «О политической общности людей» состоит из введения и трёх книг: «Дом», «Общество», «Государство». В первой книге автор рассматривает вопросы брака и семьи, воспитания детей (роль в этом процессе литературы, музыки, живописи, физкультуры, путешествий, ремесла), обязанности родителей и детей. Отдельная глава посвящена выяснению пределов власти господина над рабом, соотношения свободы и рабства и т. д. Особой политической остротой отличается содержащийся в этой главе параграф «О земледельцах Царства Польского, в просторечии кметах, и являются ли они рабами или свободными людьми». Во второй книге Олизаровский стремится выявить сущность общества, сословно-классовых отношений, права и т. д. Третья книга посвящена анализу института государства.
Опираясь на идеи естественного права и общественного договора, Олизаровский подвергает критике многие стороны феодальных отношений и в первую очередь бесправное положение крестьян в Речи Посполитой. Рассматривая различные формы государственного устройства, автор показывает, что каждое из них противоречиво: содержит как положительные, так и отрицательные черты. Высказываясь в пользу наследственной монархии, он пишет, что в ней имеется больше достоинств и меньше недостатков по сравнению с другими. Наследование престола позволяет избежать опасности анархии в период междуцарствия, коррупции в период выборов короля, гражданских войн и военных столкновений аристократических группировок, подмены общественного блага частной выгодой случайно избранного короля. Олизаровский верит в возможность изменения социальных отношений посредством морального совершенствования человека, рациональной деятельности, использования творческой преобразующей мощи государства и права.
Наиболее интересная часть его сочинения посвящена проблеме государства и гражданского общества. «Материальной причиной гражданского общества являются граждане… Гражданином является свободный человек, подчиненный наивысшей власти другого». Следуя за мнением Аристотеля, Олизаровский пишет, что понятие «гражданин» «должно включать в себя право и участие в голосовании», «гражданское общество является как бы живым организмом».
«Государство — это союз людей, объединенных общим правом, образовавшийся из множества поселений и созданный для хорошей и счастливой жизни». Олизаровский пытается сравнивать государство с иными сообществами (например, с сообществами пиратов и разбойников) и заключает: «Подальше от определения государства мы отодвинули собрание разбойников и пиратов, собравшихся не для хорошей, а для дурной и бесчестной жизни. Не должно быть никакого доверия к ним и никакого общего права с ними». Он пишет: «для образования государства вышеназванные союзы должны составляться из множества поселений и никак иначе. Как показано, государственность есть нечто противоположное дому и семье. Последние также являются некими общностями, однако образованными не из поселений, как государства, а из определенных лиц, а именно: из господина и невольника, мужа и жены, родителей и детей, живущих сообща или порознь. Существует также частная собственность, она называется имуществом и служит тому, чтобы семейство и все домочадцы жили вместе, взаимно трудились для удовлетворения необходимых жизненных потребностей. В такой общности главой семейства называется тот, кто является старшим и держит власть над остальными. Его супружеское руководство женой, отцовское — детьми, хозяйское — рабами называется домоустройством. И вот из такого рода семейств, из множества домов образуются деревни, а множество деревень сливается в общность граждан, которую мы называем государством».

## Избранные сочинения
- Institutiones Rhetoricae conscriptae ab Alexandro Olizarovio Equite Polono (1643)
- Questiones politicae (1643)

## Издания
- Б43 Белорусские мыслители XVI–XVII вв. Избранные труды. – Минск : Редакция журнала «Промышленно-торговое право», 2017. – 320 с. – (Наследие права)[1]. Издание приурочено к 500-летию белорусского книгопечатания. В данное издание вошли избранные произведения белорусских мыслителей XVI – XVII вв. – Ф. Скорины, А. Волана, М. Литвина, А. Олизаровского, Л. Сапеги, Х. Филалета – посвящённые актуальным проблемам взаимосвязи права с философией, религией, государственностью, политикой и явлениями жизни общества того времени.